# Kup NS BiH 1994-1995
La Kup Nogometnog saveza Bosne i Hercegovine 1994-1995 è stata la prima edizione della coppa dei Bosgnacchi (le altre etnie della Bosnia Erzegovina disputavano altre coppe: la Kup Herceg-Bosne per i croati e la Kup Republike Srpske per i serbi) e si è conclusa con la vittoria finale del Čelik Zenica, al suo primo titolo.
La competizione venne disputata, al pari del campionato, tra le squadre appartenenti alla zona della Bosnia ed Erzegovina governata dalle forze musulmane, in quanto sia la Repubblica Croata dell'Erzeg-Bosnia che la Repubblica Serba di Bosnia ed Erzegovina organizzarono propri campionati e coppe non riconosciute dalla UEFA.

## Finale
Del torneo è noto solo il risultato della finale. A fine partita, il presidente della federazione Bajro Bačić ha consegnato la coppa al capitano e match-winner del Čelik Sabahudin Bujak.
| Tuzla 30 settembre 1995 Finale - gara unica       | Sloboda Tuzla | 0 – 1           | Čelik Zenica | Gradski stadion Tušanj |
| \| \| \| \| \| \| Marcatori \| Sabahudin Bujak \| |               |                 |              |                        |
|                                                   |               |                 |              |                        |
|                                                   | Marcatori     | Sabahudin Bujak |              |                        |